# 勝目清
勝目 清（かつめ きよし、1894年2月21日 - 1971年7月11日）は、日本の政治家。第14代鹿児島市長。鹿児島県出身。

## 経歴
鹿児島市下竜尾町生まれ。父覚衛は鉄道院職員。1898年鶴山学舎入舎。1900年鹿児島県師範学校附属幼稚園卒園。同年鹿児島市立大龍小学校入学。1904年鹿児島県師範学校附属小学校高等科入学。1907年鹿児島県立第一鹿児島中学校 (旧制)入学、1912年第七高等学校造士館 (旧制)入学。1915年東京帝国大学法学部法律学科入学。1916年病気休学。1917年鹿児島県学務課勤務。1920年東京帝国大学卒業。1921年東京市電気局工務課勤務。1924年、30歳で伊集院俊鹿児島市長に請われて鹿児島市助役に就任した。助役は1936年まで務め、同年鹿児島信用組合理事に就任。1940年信用組合理事退任。同年株式会社山形屋取締役就任。1943年取締役退任。同年鹿児島市助役再任。1945年助役退任。7代の市長の下で通算13年間助役を務めた。
戦後の1946年（昭和21年）、鹿児島第14代市長に就任。翌1947年（昭和22年）、初の公選による市長選挙が行われたが、無投票で当選した。1期目は戦災復興に力を入れた。1949年（昭和24年）6月3日、鹿児島市に昭和天皇が行幸（昭和天皇の戦後巡幸）した際には、城山展望台で戦災復興状況について説明を行った。
1951年（昭和26年）の市長選でも無投票で再選。3回目の1955年の市長選は元参議院議員の前之園喜一郎が立候補し、初の投票による選挙戦となったが、勝目が三選を果たした。鹿児島市長は1959年（昭和34年）まで務め、退任後に鹿児島市から名誉市民を贈られた。
1971年（昭和46年）死去。死去の際には市民葬が行われた。

## 編著書
- 『能にあらわれた鹿児島語』勝目清 1960年
- 『勝目清回顧録 鹿児島市秘話』南日本新聞社 1963年
- 勝目清遺稿集編さん会編『鹿児島つれづれ草 勝目清遺稿集』勝目清遺稿集刊行会 1973年

## 記事・論文
- 「鹿児島市の現況」『新都市』 第6巻 8号 1952年
- 「西郷隆盛の写真について 渡辺武氏の所論にことよせて」『日本歴史』 第213号 1966年
- 「西郷南洲の碑 謫居の地に建つ」『フォト』時事画報社 第309号 1967年
- 「東郷平八郎 知勇兼備の英雄」『フォト』時事画報社 1971年
- 「県史編纂と西南役に就きて」諸事不明

## 共編録音資料
- 『西郷さんを語る 岩山トクと勝目清鹿児島市長の対談』カセットテープ 1952年

## 監修
- 鹿児島市史編さん委員会編『鹿児島市史 第1巻』鹿児島市 1969年[注釈 3]